# アンドリュー・ストロミンガー
アンドリュー・ストロミンジャー（Andrew Eben Strominger、1955年7月30日 - ）は、アメリカ合衆国の理論物理学者である。 ひも理論に貢献した。

## 生涯
ハーバード大学の有名な生化学者であったJack Leonard Stromingerの子として、イギリス・ケンブリッジに生まれた。マサチューセッツ州の私立高校であるThe Cambridge School of Westonを卒業後、ハーバード大学学士課程を1977年に卒業し、マサチューセッツ工科大学で博士号を1982年に授与された。現在ハーバード大学の物理学教授である。

## 受賞歴
- 2014年 - ICTPのディラック・メダル
- 2014年 - オスカル・クラインメダル
- 2016年 - ハイネマン賞数理物理学部門（2016年）
- 2017年 - 基礎物理学ブレイクスルー賞